# Haus zum Stock-im-Eisen (Timișoara)

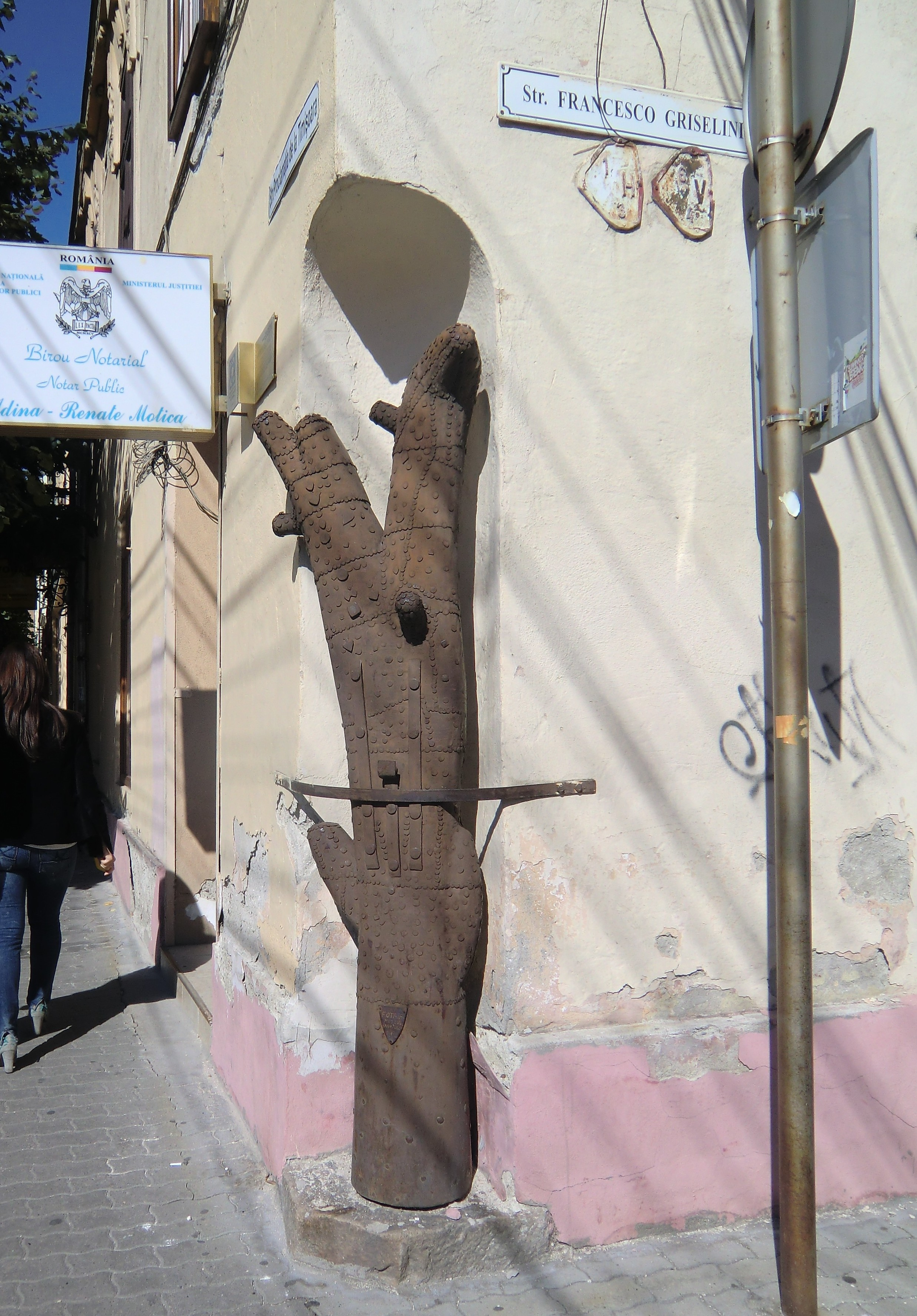
Replika des Stock-im-Eisen an der Außenwand des Hauses

Das Haus zum „Stock-im-Eisen“ (rumänisch Casa cu pomul breslelor) ist ein denkmalgeschütztes Gebäude in der Strada Proclamația de la Timișoara Nr. 3,  an der Kreuzung der Strada Francesco Griselini, im I. Bezirk Cetate der westrumänischen Stadt Timișoara.

## Geschichte
Das Haus zum Stock-im-Eisen wurde 1752 von dem Bäckermeister Leopold Kayser gebaut und trug damals die Hausnummer 116. Im Jahr 1827 gelangte das Haus in den Besitz des Händlers Andreas Trandaphill (nach anderen Quellen auch Trandafir). Dieser hatte auf seinen Reisen in Wien das Hauszeichen Stock-im-Eisen gesehen, was ihn bewog sein Haus mit einem ähnlichen Wahrzeichen zu versehen. Er erteilte dem Temeswarer Schlossermeister Moritz Heim den Auftrag, einen Stock-im-Eisen anzufertigen und in einer Ecknische an der Außenseite seines Hauses zu befestigen. Heim fertigte 1827 auch in Arad einen Stock-im-Eisen an.
Der Stock-im-Eisen ist ein mit dünnem Eisenblech überzogener Baumstamm, der mit unzähligen Nägeln beschlagen ist. Er wird von einem Eisenbügel, auf dem die Jahreszahl 1828 zu erkennen ist, an der Außenwand des Hauses festgehalten. Der Eisenbügel ist mit einem großen viereckigen Hängeschloss versehen, das sich jedoch wegen des fehlenden Schlüssellochs nicht öffnen lässt. 
Im Laufe der Geschichte wechselte das Haus des Öfteren den Besitzer. Nachgewiesen ist, dass das Haus zeitweise Sitz der Schlossergilde war, die in diesem Haus ihre Treffen abhielt.  Der Restaurantbesitzer János Kocsonyai entdeckte im Verlauf von Renovierungsarbeiten über dem Eingang ein Ölgemälde, auf dem der Stock-im-Eisen mit einem Gesellen abgebildet war, der einen Nagel hierein schlug. Dieses reflektiert den alten Brauch der Schlossergilde, nach dem reisende Schlossergesellen zum Zeichen ihrer Anwesenheit einen Nagel in den Stock-im-Eisen schlugen. Diese Nägel waren handgeschmiedet und hatten einen kunstvollen wappenförmigen Kopf, in dem die Initialen des Gesellen eingraviert waren. 
Der Stock-im-Eisen wurde durch wiederholten Vandalismus stark beschädigt und 1990 zur Restauration ins Banater Museum im Schloss Hunyadi gebracht, wo sich das Original auch heute noch befindet. An seiner Stelle wurde 1997 ein Imitat des Künstlers Alexandru Fota angebracht. Dem Imitat fehlen jedoch die Nägel und das Vorhängeschloss.
Derartige Hauszeichen waren im 18. Jahrhundert nicht selten. So gibt es in der Stadt neben dem Haus zum „Stock-im-Eisen“ auch das Haus mit der eisernen Achse und das Haus zum Prinz-Eugen-Tor. Weitere Exemplare ähnlicher Art sind auch in Österreich (Wien), Ungarn (Budapest, Győr, Székesfehérvár) und in der Slowakei (Bratislava) zu finden.

### Legende
Der Legende nach kam der Schlosser Martin Mux eines Abends mit Verspätung vor den Toren der damaligen Festung an, so dass ihm kein Einlass mehr gewährt wurde. Da erschien ihm der Teufel und bot ihm Zugang in die Festung im Tausch gegen seine Seele an. Der Teufel gab dem Gesellen den Auftrag ein Schloss anzufertigen, das von niemandem geöffnet werden konnte, und dieses an einem Baum zu befestigen. Seither schlagen Schlossergesellen einen Nagel in den Stock im Eisen auch als Bestätigung dafür, dass sie das Schloss nicht öffnen konnten.
In Wien wurde die Geschichte in einer abgewandelten Variante erzählt, von wo aus sie sich in ganz Österreich-Ungarn verbreitete.